# Coupe de Chine 2012
Navigation
Édition précédente Édition suivante
La Coupe de Chine est une compétition internationale de patinage artistique qui se déroule en Chine au cours de l'automne. Elle accueille des patineurs amateurs de niveau senior dans quatre catégories: simple messieurs, simple dames, couple artistique et danse sur glace.
La dixième Coupe de Chine est organisée du 2 au 4 novembre 2012 au Shanghai Oriental Sports Center à Shanghai. Elle est la troisième compétition du Grand Prix ISU senior de la saison 2012/2013.

## Résultats

### Messieurs

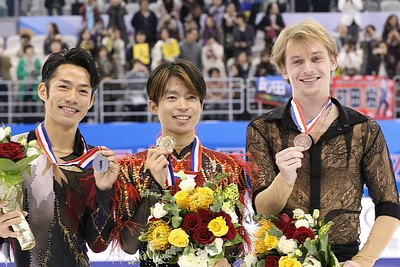
Podium des Messieurs

| Rang    | Nom               | Pays       | Points | Programme court | Programme court | Programme libre | Programme libre |
| ------- | ----------------- | ---------- | ------ | --------------- | --------------- | --------------- | --------------- |
| 1       | Tatsuki Machida   | Japon      | 236.92 | 2               | 83.48           | 1               | 153.44          |
| 2       | Daisuke Takahashi | Japon      | 231.75 | 1               | 84.79           | 2               | 146.96          |
| 3       | Sergey Voronov    | Russie     | 217.61 | 3               | 73.58           | 3               | 144.03          |
| 4       | Adam Rippon       | États-Unis | 205.48 | 4               | 71.81           | 4               | 133.67          |
| 5       | Kevin Reynolds    | Canada     | 202.07 | 6               | 69.87           | 5               | 132.20          |
| 6       | Wang Yi           | Chine      | 188.27 | 8               | 57.25           | 6               | 131.02          |
| 7       | Guan Jinlin       | Chine      | 171.04 | 9               | 55.97           | 7               | 115.07          |
| Abandon | Song Nan          | Chine      |        | 5               | 70.86           |                 |                 |
| Abandon | Brian Joubert     | France     |        | 7               | 63.27           |                 |                 |

### Dames

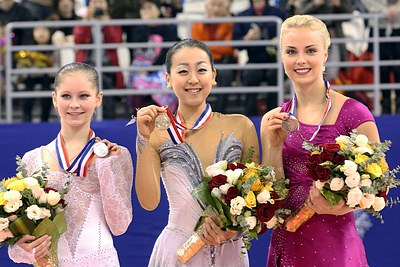
Podium des Dames

| Rang    | Nom                | Pays       | Points | Programme court | Programme court | Programme libre | Programme libre |
| ------- | ------------------ | ---------- | ------ | --------------- | --------------- | --------------- | --------------- |
| 1       | Mao Asada          | Japon      | 181.76 | 2               | 62.89           | 1               | 118.87          |
| 2       | Ioulia Lipnitskaïa | Russie     | 177.92 | 1               | 63.06           | 2               | 114.86          |
| 3       | Kiira Korpi        | Finlande   | 169.86 | 4               | 59.69           | 3               | 110.17          |
| 4       | Mirai Nagasu       | États-Unis | 163.46 | 3               | 59.76           | 4               | 103.70          |
| 5       | Li Zijun           | Chine      | 160.06 | 5               | 59.21           | 5               | 100.85          |
| 6       | Amélie Lacoste     | Canada     | 135.46 | 6               | 57.43           | 9               | 78.03           |
| 7       | Joshi Helgesson    | Suède      | 134.43 | 7               | 49.67           | 7               | 84.76           |
| 8       | Zhang Ying         | Chine      | 130.65 | 9               | 43.38           | 6               | 87.27           |
| 9       | Sofia Biryukova    | Russie     | 127.36 | 8               | 44.39           | 8               | 82.97           |
| Abandon | Geng Bingwa        | Chine      |        | 10              | 36.53           |                 |                 |

### Couples
| Rang | Nom                                     | Pays   | Points | Programme court | Programme court | Programme libre | Programme libre |
| ---- | --------------------------------------- | ------ | ------ | --------------- | --------------- | --------------- | --------------- |
| 1    | Pang Qing / Tong Jian                   | Chine  | 188.82 | 1               | 68.57           | 1               | 120.25          |
| 2    | Yuko Kavaguti / Alexandre Smirnov       | Russie | 183.53 | 2               | 63.70           | 2               | 119.83          |
| 3    | Ksenia Stolbova / Fedor Klimov          | Russie | 172.55 | 5               | 56.66           | 3               | 115.89          |
| 4    | Kirsten Moore-Towers / Dylan Moscovitch | Canada | 172.36 | 3               | 59.12           | 4               | 113.24          |
| 5    | Peng Cheng / Zhang Hao                  | Chine  | 163.87 | 4               | 57.89           | 5               | 105.98          |
| 6    | Wang Wenting / Zhang Yan                | Chine  | 143.52 | 6               | 49.79           | 6               | 93.73           |

### Danse sur glace
| Rang | Nom                                    | Pays       | Points | Danse courte | Danse courte | Danse libre | Danse libre |
| ---- | -------------------------------------- | ---------- | ------ | ------------ | ------------ | ----------- | ----------- |
| 1    | Nathalie Péchalat / Fabian Bourzat     | France     | 169.73 | 1            | 69.15        | 1           | 100.58      |
| 2    | Ekaterina Bobrova / Dmitri Soloviev    | Russie     | 159.46 | 3            | 64.32        | 2           | 95.14       |
| 3    | Kaitlyn Weaver / Andrew Poje           | Canada     | 158.97 | 2            | 65.59        | 3           | 93.38       |
| 4    | Madison Chock / Evan Bates             | États-Unis | 149.54 | 4            | 59.26        | 4           | 90.28       |
| 5    | Charlène Guignard / Marco Fabbri       | Italie     | 137.58 | 5            | 55.57        | 6           | 82.01       |
| 6    | Victoria Sinitsina / Ruslan Zhiganshin | Russie     | 137.46 | 6            | 55.09        | 5           | 82.37       |
| 7    | Huang Xintong / Zheng Xun              | Chine      | 121.01 | 7            | 46.76        | 7           | 74.25       |
| 8    | Yu Xiaoyang / Wang Chen                | Chine      | 106.42 | 8            | 42.97        | 8           | 63.45       |

## Source
- Résultats de la Coupe de Chine 2012 sur le site de l'ISU